# Campeonato de Primera División 2014 (Argentina)
El Campeonato de Primera División 2014, llamado Torneo de Primera División «Dr. Ramón Carrillo» 2014, también conocido como Torneo de Transición 2014, constituyó la octogésima quinta temporada y el centésimo vigésimo noveno torneo de la era profesional de la Primera División del fútbol argentino. Tuvo características especiales, ya que se presentó como una transición entre los concursos jugados en dos fases y el Campeonato de Primera División 2015, que se disputó aumentando a 30 el número de equipos participantes, durante el año calendario. Esta modalidad fue cuestionada en el seno del Comité Ejecutivo de la Asociación, aunque, finalmente, se decidió respetar lo acordado. Se disputó entre el 8 de agosto y el 14 de diciembre.
Los nuevos participantes fueron los tres equipos ascendidos de la Primera B Nacional 2013-14: Banfield, que regresó tras dos temporadas; Defensa y Justicia, que logró el ascenso a la categoría por primera vez en su historia; e Independiente, que volvió luego de un año en la segunda división.
El inicio del torneo, previsto originalmente para el 1 de agosto, fue postergado una semana debido al fallecimiento del presidente en ejercicio de la Asociación del Fútbol Argentino, Julio Grondona, ocurrido el 30 de julio. Asimismo, la definición se postergó por la disputa de la final de la Copa Sudamericana 2014.
El campeón fue el Racing Club, dirigido por Diego Cocca, cuya filosofía del «Racing positivo» lo consagró tras vencer 1–0 con Godoy Cruz como local en la última fecha. De esta manera, alcanzó su décimo séptimo título y clasificó a la Copa Libertadores 2015, así como a la Copa del Bicentenario de la Independencia, donde enfrentaría a Lanús, campeón del Campeonato de Primera División 2016. 
El certamen, además, determinó a los participantes de la Copa Sudamericana 2015. Por su condición, careció de descensos.
Hasta el momento, este fue el último campeonato celebrado con 20 equipos. Posteriormente se vería cambiada constantemente la cantidad, hasta llegar a los 30 que el torneo posee actualmente.

## Ascensos y descensos
| Pos. | Equipos ascendidos de la B Nacional 2013-14 |
| ---- | ------------------------------------------- |
| 1.º  | Banfield                                    |
| 2.º  | Defensa y Justicia                          |
| 3.º  | Independiente                               |

| Prom. | Equipos descendidos en la temporada 2013-14 |
| ----- | ------------------------------------------- |
| 18.º  | Colón                                       |
| 19.º  | All Boys                                    |
| 20.º  | Argentinos Juniors                          |

## Formato
Se llevó a cabo en una sola rueda, por el sistema de todos contra todos, y consagró un campeón.

## Equipos
| Equipo              | Ciudad           | Estadio                                 | Capacidad     |
| ------------------- | ---------------- | --------------------------------------- | ------------- |
| Arsenal             | Sarandí          | Julio Humberto Grondona                 | 16 300        |
| Atlético de Rafaela | Rafaela          | Nuevo Monumental                        | 20 000        |
| Banfield            | Banfield         | Florencio Sola                          | 34 901        |
| Belgrano            | Córdoba          | Mario Alberto Kempes                    | 57 000        |
| Boca Juniors        | Buenos Aires     | Alberto J. Armando                      | 49 000        |
| Defensa y Justicia  | Florencio Varela | Norberto Tomaghello                     | 12 000        |
| Estudiantes         | La Plata         | Ciudad de La Plata                      | 53 000        |
| Gimnasia y Esgrima  | La Plata         | Juan Carmelo Zerillo Ciudad de La Plata | 21 500 53 000 |
| Godoy Cruz          | Mendoza          | Malvinas Argentinas                     | 40 268        |
| Independiente       | Avellaneda       | Libertadores de América                 | 45 562        |
| Lanús               | Lanús            | Ciudad de Lanús-Néstor Díaz Pérez       | 46 519        |
| Newell's Old Boys   | Rosario          | Marcelo Bielsa                          | 42 000        |
| Olimpo              | Bahía Blanca     | Roberto Natalio Carminatti              | 20 000        |
| Quilmes             | Quilmes          | Centenario Dr. José Luis Meiszner       | 33 000        |
| Racing Club         | Avellaneda       | Presidente Perón                        | 50 000        |
| River Plate         | Buenos Aires     | Antonio Vespucio Liberti                | 61 321        |
| Rosario Central     | Rosario          | Gigante de Arroyito                     | 41 465        |
| San Lorenzo         | Buenos Aires     | Pedro Bidegain                          | 43 963        |
| Tigre               | Victoria         | José Dellagiovanna                      | 30 000        |
| Vélez Sarsfield     | Buenos Aires     | José Amalfitani                         | 49 540        |

### Distribución geográfica de los equipos
| Región                                   | Cant. | Equipos                                                                              |
| ---------------------------------------- | ----- | ------------------------------------------------------------------------------------ |
| Conurbano bonaerense                     | 8     | Arsenal, Banfield, Defensa y Justicia, Independiente, Lanús, Quilmes, Racing y Tigre |
| Ciudad de Buenos Aires                   | 4     | Boca Juniors, River Plate, San Lorenzo y Vélez Sarsfield                             |
| Provincia de Santa Fe                    | 3     | Atlético de Rafaela, Newell's Old Boys y Rosario Central                             |
| Ciudad de La Plata                       | 2     | Estudiantes y Gimnasia y Esgrima                                                     |
| Interior de la provincia de Buenos Aires | 1     | Olimpo                                                                               |
| Provincia de Córdoba                     | 1     | Belgrano                                                                             |
| Provincia de Mendoza                     | 1     | Godoy Cruz                                                                           |

## Tabla de posiciones final
| Pos. | Equipo                  | Pts. | PJ | PG | PE | PP | GF | GC | Dif. |
| ---- | ----------------------- | ---- | -- | -- | -- | -- | -- | -- | ---- |
| 1.º  | Racing Club             | 41   | 19 | 13 | 2  | 4  | 30 | 16 | 14   |
| 2.º  | River Plate             | 39   | 19 | 11 | 6  | 2  | 34 | 13 | 21   |
| 3.º  | Lanús                   | 35   | 19 | 10 | 5  | 4  | 28 | 23 | 5    |
| 4.º  | Independiente           | 33   | 19 | 10 | 3  | 6  | 31 | 29 | 2    |
| 5.º  | Boca Juniors            | 31   | 19 | 9  | 4  | 6  | 25 | 23 | 2    |
| 6.º  | Estudiantes (LP)        | 31   | 19 | 9  | 4  | 6  | 23 | 23 | 0    |
| 7.º  | Tigre                   | 26   | 19 | 8  | 2  | 9  | 30 | 26 | 4    |
| 8.º  | San Lorenzo             | 26   | 19 | 8  | 2  | 9  | 26 | 22 | 4    |
| 9.º  | Arsenal                 | 26   | 19 | 7  | 5  | 7  | 27 | 25 | 2    |
| 10.º | Belgrano                | 25   | 19 | 7  | 4  | 8  | 26 | 26 | 0    |
| 11.º | Vélez Sarsfield         | 25   | 19 | 7  | 4  | 8  | 21 | 22 | −1   |
| 12.º | Newell's Old Boys       | 25   | 19 | 6  | 7  | 6  | 21 | 24 | −3   |
| 13.º | Atlético de Rafaela     | 25   | 19 | 7  | 4  | 8  | 25 | 29 | −4   |
| 14.º | Gimnasia y Esgrima (LP) | 24   | 19 | 6  | 6  | 7  | 16 | 15 | 1    |
| 15.º | Rosario Central         | 21   | 19 | 6  | 3  | 10 | 21 | 28 | −7   |
| 16.º | Godoy Cruz              | 21   | 19 | 5  | 6  | 8  | 31 | 39 | −8   |
| 17.º | Banfield                | 20   | 19 | 5  | 5  | 9  | 25 | 25 | 0    |
| 18.º | Defensa y Justicia      | 20   | 19 | 5  | 5  | 9  | 19 | 30 | −11  |
| 19.º | Olimpo                  | 19   | 19 | 4  | 7  | 8  | 15 | 22 | −7   |
| 20.º | Quilmes                 | 12   | 19 | 2  | 6  | 11 | 17 | 31 | −14  |

|  | Campeón. Clasificó a la segunda fase de la Copa Libertadores 2015. |

|  |

### Evolución de las posiciones
| Equipo / Fecha          | 1    | 2    | 3    | 4    | 5    | 6    | 7    | 8    | 9    | 10   | 11   | 12   | 13   | 14   | 15   | 16   | 17   | 18   | 19   |
| ----------------------- | ---- | ---- | ---- | ---- | ---- | ---- | ---- | ---- | ---- | ---- | ---- | ---- | ---- | ---- | ---- | ---- | ---- | ---- | ---- |
| Arsenal                 | 5.º  | 8.º  | 5.º  | 9.º  | 5.º  | 11.º | 11.º | 12.º | 11.º | 14.º | 12.º | 12.º | 10.º | 10.º | 12.º | 12.º | 10.º | 12.º | 9.º  |
| Atlético de Rafaela     | 19.º | 14.º | 3.º  | 7.º  | 13.º | 8.º  | 6.º  | 7.º  | 7.º  | 4.º  | 5.º  | 6.º  | 8.º  | 6.º  | 7.º  | 9.º  | 7.º  | 8.º  | 13.º |
| Banfield                | 19.º | 20.º | 14.º | 11.º | 12.º | 15.º | 18.º | 18.º | 14.º | 15.º | 16.º | 15.º | 16.º | 13.º | 16.º | 17.º | 13.º | 16.º | 17.º |
| Belgrano                | 14.º | 18.º | 19.º | 19.º | 15.º | 16.º | 12.º | 13.º | 16.º | 17.º | 18.º | 18.º | 17.º | 15.º | 11.º | 13.º | 15.º | 13.º | 10.º |
| Boca Juniors            | 14.º | 12.º | 16.º | 18.º | 14.º | 10.º | 10.º | 11.º | 12.º | 9.º  | 8.º  | 5.º  | 5.º  | 5.º  | 5.º  | 5.º  | 5.º  | 5.º  | 5.º  |
| Defensa y Justicia      | 17.º | 13.º | 9.º  | 13.º | 18.º | 17.º | 13.º | 15.º | 18.º | 16.º | 17.º | 17.º | 18.º | 19.º | 20.º | 16.º | 16.º | 17.º | 18.º |
| Estudiantes (LP)        | 13.º | 10.º | 13.º | 6.º  | 11.º | 7.º  | 8.º  | 9.º  | 8.º  | 6.º  | 10.º | 9.º  | 7.º  | 8.º  | 6.º  | 6.º  | 6.º  | 6.º  | 6.º  |
| Gimnasia y Esgrima (LP) | 9.º  | 15.º | 17.º | 15.º | 10.º | 14.º | 19.º | 19.º | 15.º | 11.º | 13.º | 13.º | 13.º | 16.º | 13.º | 14.º | 17.º | 14.º | 14.º |
| Godoy Cruz              | 1.º  | 3.º  | 9.º  | 5.º  | 9.º  | 12.º | 14.º | 14.º | 19.º | 18.º | 15.º | 16.º | 15.º | 17.º | 15.º | 15.º | 12.º | 15.º | 16.º |
| Independiente           | 1.º  | 6.º  | 15.º | 11.º | 6.º  | 4.º  | 3.º  | 4.º  | 2.º  | 3.º  | 3.º  | 3.º  | 3.º  | 4.º  | 4.º  | 3.º  | 4.º  | 4.º  | 4.º  |
| Lanús                   | 6.º  | 10.º | 5.º  | 9.º  | 8.º  | 6.º  | 5.º  | 2.º  | 3.º  | 2.º  | 2.º  | 2.º  | 2.º  | 2.º  | 2.º  | 4.º  | 3.º  | 3.º  | 3.º  |
| Newell's Old Boys       | 6.º  | 5.º  | 8.º  | 4.º  | 3.º  | 3.º  | 2.º  | 3.º  | 5.º  | 5.º  | 7.º  | 10.º | 9.º  | 9.º  | 9.º  | 7.º  | 8.º  | 10.º | 12.º |
| Olimpo                  | –    | 7.º  | 12.º | 15.º | 17.º | 19.º | 20.º | 17.º | 17.º | 19.º | 20.º | 20.º | 19.º | 20.º | 18.º | 19.º | 19.º | 18.º | 19.º |
| Quilmes                 | 17.º | 16.º | 18.º | 20.º | 20.º | 13.º | 17.º | 20.º | 20.º | 20.º | 19.º | 19.º | 20.º | 18.º | 19.º | 20.º | 20.º | 20.º | 20.º |
| Racing Club             | 3.º  | 1.º  | 7.º  | 3.º  | 6.º  | 9.º  | 9.º  | 8.º  | 4.º  | 7.º  | 4.º  | 4.º  | 4.º  | 3.º  | 3.º  | 2.º  | 1.º  | 1.º  | 1.º  |
| River Plate             | 9.º  | 4.º  | 2.º  | 2.º  | 1.º  | 1.º  | 1.º  | 1.º  | 1.º  | 1.º  | 1.º  | 1.º  | 1.º  | 1.º  | 1.º  | 1.º  | 2.º  | 2.º  | 2.º  |
| Rosario Central         | 3.º  | 8.º  | 3.º  | 8.º  | 4.º  | 5.º  | 7.º  | 6.º  | 10.º | 12.º | 14.º | 11.º | 12.º | 14.º | 17.º | 18.º | 18.º | 19.º | 15.º |
| San Lorenzo             | –    | 18.º | 20.º | 15.º | 19.º | 20.º | 16.º | 10.º | 9.º  | 13.º | 11.º | 14.º | 14.º | 12.º | 14.º | 11.º | 14.º | 11.º | 8.º  |
| Tigre                   | 14.º | 17.º | 11.º | 14.º | 16.º | 18.º | 15.º | 16.º | 13.º | 10.º | 9.º  | 7.º  | 11.º | 11.º | 10.º | 10.º | 9.º  | 7.º  | 7.º  |
| Vélez Sarsfield         | 6.º  | 2.º  | 1.º  | 1.º  | 2.º  | 2.º  | 4.º  | 5.º  | 6.º  | 8.º  | 6.º  | 8.º  | 6.º  | 7.º  | 8.º  | 8.º  | 11.º | 9.º  | 11.º |

| 1. 2. 3. 4. 5. |

## Tabla de promedios
En el torneo, dadas sus características especiales, no se produjeron descensos. Los puntos obtenidos en el mismo fueron computados a partir de la siguiente temporada.

## Resultados
| Fecha 1                 | Fecha 1   | Fecha 1             | Fecha 1                 | Fecha 1      | Fecha 1 |
| Local                   | Resultado | Visitante           | Estadio                 | Fecha        | Hora    |
| ----------------------- | --------- | ------------------- | ----------------------- | ------------ | ------- |
| Godoy Cruz              | 3 - 0     | Banfield            | Malvinas Argentinas     | 8 de agosto  | 18:00   |
| Rosario Central         | 3 - 1     | Quilmes             | Gigante de Arroyito     | 8 de agosto  | 20:30   |
| Defensa y Justicia      | 1 - 3     | Racing Club         | Norberto Tomaghello     | 9 de agosto  | 20:30   |
| Independiente           | 3 - 0     | Atlético de Rafaela | Libertadores de América | 10 de agosto | 15:15   |
| Boca Juniors            | 0 - 1     | Newell's Old Boys   | La Bombonera            | 10 de agosto | 18:15   |
| Gimnasia y Esgrima (LP) | 1 - 1     | River Plate         | Ciudad de La Plata      | 10 de agosto | 21:30   |
| Arsenal                 | 2 - 1     | Estudiantes (LP)    | El Viaducto             | 11 de agosto | 18:00   |
| Tigre                   | 0 - 1     | Vélez Sarsfield     | Monumental de Victoria  | 11 de agosto | 20:30   |
| Lanús                   | 1 - 0     | Belgrano            | Ciudad de Lanús         | 13 de agosto | 18:00   |
| San Lorenzo             | 2 - 0     | Olimpo              | Nuevo Gasómetro         | 1 de octubre | 18:00   |

| Fecha 2             | Fecha 2   | Fecha 2                 | Fecha 2               | Fecha 2      | Fecha 2 |
| Local               | Resultado | Visitante               | Estadio               | Fecha        | Hora    |
| ------------------- | --------- | ----------------------- | --------------------- | ------------ | ------- |
| Newell's Old Boys   | 1 - 1     | Gimnasia y Esgrima (LP) | Coloso Marcelo Bielsa | 15 de agosto | 20:30   |
| Olimpo              | 2 - 1     | Tigre                   | Roberto N. Carminatti | 16 de agosto | 15:00   |
| Banfield            | 2 - 3     | Defensa y Justicia      | Florencio Sola        | 16 de agosto | 16:00   |
| Vélez Sarsfield     | 2 - 1     | Arsenal                 | José Amalfitani       | 16 de agosto | 17:15   |
| Estudiantes (LP)    | 1 - 0     | Independiente           | Ciudad de La Plata    | 16 de agosto | 20:30   |
| Racing Club         | 2 - 0     | San Lorenzo             | El Cilindro           | 17 de agosto | 15:15   |
| River Plate         | 2 - 0     | Rosario Central         | Monumental            | 17 de agosto | 18:15   |
| Belgrano            | 0 - 1     | Boca Juniors            | Mario Alberto Kempes  | 17 de agosto | 21:30   |
| Quilmes             | 2 - 2     | Godoy Cruz              | Centenario            | 18 de agosto | 15:15   |
| Atlético de Rafaela | 2 - 1     | Lanús                   | Nuevo Monumental      | 18 de agosto | 20:30   |

| Fecha 3                 | Fecha 3   | Fecha 3             | Fecha 3                 | Fecha 3      | Fecha 3 |
| Local                   | Resultado | Visitante           | Estadio                 | Fecha        | Hora    |
| ----------------------- | --------- | ------------------- | ----------------------- | ------------ | ------- |
| Arsenal                 | 1 - 0     | Olimpo              | El Viaducto             | 22 de agosto | 18:15   |
| Tigre                   | 4 - 0     | Racing Club         | Monumental de Victoria  | 22 de agosto | 20:30   |
| Gimnasia y Esgrima (LP) | 1 - 2     | Rosario Central     | Del Bosque              | 23 de agosto | 15:00   |
| Newell's Old Boys       | 3 - 3     | Belgrano            | Marcelo Bielsa          | 23 de agosto | 17:15   |
| Independiente           | 0 - 4     | Vélez Sarsfield     | Libertadores de América | 23 de agosto | 20:30   |
| San Lorenzo             | 0 - 2     | Banfield            | Nuevo Gasómetro         | 24 de agosto | 14:15   |
| Lanús                   | 2 - 1     | Estudiantes (LP)    | Ciudad de Lanús         | 24 de agosto | 15:15   |
| Defensa y Justicia      | 1 - 1     | Quilmes             | Norberto Tomaghello     | 24 de agosto | 16:00   |
| Boca Juniors            | 0 - 3     | Atlético de Rafaela | La Bombonera            | 24 de agosto | 18:15   |
| Godoy Cruz              | 0 - 4     | River Plate         | Malvinas Argentinas     | 24 de agosto | 21:30   |

| Fecha 4             | Fecha 4   | Fecha 4                 | Fecha 4               | Fecha 4      | Fecha 4 |
| Local               | Resultado | Visitante               | Estadio               | Fecha        | Hora    |
| ------------------- | --------- | ----------------------- | --------------------- | ------------ | ------- |
| Belgrano            | 0 - 0     | Gimnasia y Esgrima (LP) | Mario Alberto Kempes  | 26 de agosto | 16:30   |
| Olimpo              | 1 - 2     | Independiente           | Roberto N. Carminatti | 26 de agosto | 19:15   |
| Racing Club         | 1 - 0     | Arsenal                 | El Cilindro           | 26 de agosto | 21:30   |
| Rosario Central     | 0 - 1     | Godoy Cruz              | Gigante de Arroyito   | 27 de agosto | 17:00   |
| Atlético de Rafaela | 2 - 3     | Newell's Old Boys       | Nuevo Monumental      | 27 de agosto | 17:00   |
| River Plate         | 3 - 0     | Defensa y Justicia      | Monumental            | 27 de agosto | 19:15   |
| Estudiantes (LP)    | 3 - 1     | Boca Juniors            | Ciudad de La Plata    | 27 de agosto | 21:30   |
| Banfield            | 1 - 0     | Tigre                   | Florencio Sola        | 28 de agosto | 17:00   |
| Vélez Sarsfield     | 1 - 0     | Lanús                   | José Amalfitani       | 28 de agosto | 19:15   |
| Quilmes             | 0 - 3     | San Lorenzo             | Centenario            | 28 de agosto | 21:30   |

| Fecha 5                 | Fecha 5   | Fecha 5             | Fecha 5                 | Fecha 5         | Fecha 5 |
| Local                   | Resultado | Visitante           | Estadio                 | Fecha           | Hora    |
| ----------------------- | --------- | ------------------- | ----------------------- | --------------- | ------- |
| Gimnasia y Esgrima (LP) | 2 - 0     | Godoy Cruz          | Del Bosque              | 30 de agosto    | 15:00   |
| Defensa y Justicia      | 1 - 3     | Rosario Central     | Norberto Tomaghello     | 30 de agosto    | 17:15   |
| Newell's Old Boys       | 1 - 0     | Estudiantes (LP)    | Marcelo Bielsa          | 30 de agosto    | 20:30   |
| Independiente           | 2 - 1     | Racing Club         | Libertadores de América | 31 de agosto    | 15:15   |
| Belgrano                | 3 - 0     | Atlético de Rafaela | Mario Alberto Kempes    | 31 de agosto    | 15:15   |
| Boca Juniors            | 3 - 1     | Vélez Sarsfield     | La Bombonera            | 31 de agosto    | 18:15   |
| San Lorenzo             | 1 - 3     | River Plate         | Nuevo Gasómetro         | 31 de agosto    | 21:30   |
| Lanús                   | 1 - 1     | Olimpo              | Ciudad de Lanús         | 1 de septiembre | 17:00   |
| Arsenal                 | 1 - 0     | Banfield            | El Viaducto             | 1 de septiembre | 19:15   |
| Tigre                   | 0 - 0     | Quilmes             | Monumental de Victoria  | 1 de septiembre | 21:30   |

| Fecha 6             | Fecha 6   | Fecha 6                 | Fecha 6               | Fecha 6         | Fecha 6 |
| Local               | Resultado | Visitante               | Estadio               | Fecha           | Hora    |
| ------------------- | --------- | ----------------------- | --------------------- | --------------- | ------- |
| Atlético de Rafaela | 2 - 0     | Gimnasia y Esgrima (LP) | Nuevo Monumental      | 6 de septiembre | 15:00   |
| Vélez Sarsfield     | 0 - 0     | Newell's Old Boys       | José Amalfitani       | 6 de septiembre | 17:15   |
| Estudiantes (LP)    | 3 - 1     | Belgrano                | Ciudad de La Plata    | 6 de septiembre | 18:15   |
| Banfield            | 0 - 1     | Independiente           | Florencio Sola        | 6 de septiembre | 20:10   |
| Rosario Central     | 1 - 1     | San Lorenzo             | Gigante de Arroyito   | 7 de septiembre | 15:00   |
| Godoy Cruz          | 1 - 1     | Defensa y Justicia      | Malvinas Argentinas   | 7 de septiembre | 15:15   |
| Racing Club         | 1 - 3     | Lanús                   | El Cilindro           | 7 de septiembre | 17:15   |
| River Plate         | 2 - 0     | Tigre                   | Monumental            | 7 de septiembre | 19:15   |
| Olimpo              | 0 - 1     | Boca Juniors            | Roberto N. Carminatti | 7 de septiembre | 21:30   |
| Quilmes             | 4 - 0     | Arsenal                 | Centenario            | 8 de septiembre | 20:30   |

| Fecha 7                 | Fecha 7   | Fecha 7            | Fecha 7                 | Fecha 7          | Fecha 7 |
| Local                   | Resultado | Visitante          | Estadio                 | Fecha            | Hora    |
| ----------------------- | --------- | ------------------ | ----------------------- | ---------------- | ------- |
| Gimnasia y Esgrima (LP) | 0 - 3     | Defensa y Justicia | Del Bosque              | 12 de septiembre | 21:30   |
| Tigre                   | 4 - 1     | Rosario Central    | Monumental de Victoria  | 13 de septiembre | 15:15   |
| San Lorenzo             | 2 - 1     | Godoy Cruz         | Nuevo Gasómetro         | 13 de septiembre | 15:15   |
| Atlético de Rafaela     | 1 - 0     | Estudiantes (LP)   | Nuevo Monumental        | 13 de septiembre | 15:30   |
| Independiente           | 5 - 3     | Quilmes            | Libertadores de América | 13 de septiembre | 20:10   |
| Lanús                   | 1 - 0     | Banfield           | Ciudad de Lanús         | 14 de septiembre | 15:15   |
| Belgrano                | 1 - 0     | Vélez Sarsfield    | Gigante de Alberdi      | 14 de septiembre | 16:15   |
| Boca Juniors            | 1 - 2     | Racing Club        | La Bombonera            | 14 de septiembre | 18:15   |
| Arsenal                 | 1 - 1     | River Plate        | El Viaducto             | 14 de septiembre | 21:30   |
| Newell's Old Boys       | 1 - 0     | Olimpo             | Marcelo Bielsa          | 15 de septiembre | 20:30   |

| Fecha 8            | Fecha 8   | Fecha 8                 | Fecha 8               | Fecha 8          | Fecha 8 |
| Local              | Resultado | Visitante               | Estadio               | Fecha            | Hora    |
| ------------------ | --------- | ----------------------- | --------------------- | ---------------- | ------- |
| Quilmes            | 0 - 2     | Lanús                   | Centenario            | 19 de septiembre | 20:30   |
| Estudiantes (LP)   | 0 - 0     | Gimnasia y Esgrima (LP) | Ciudad de La Plata    | 20 de septiembre | 15:15   |
| Olimpo             | 1 - 0     | Belgrano                | Roberto N. Carminatti | 20 de septiembre | 16:15   |
| Vélez Sarsfield    | 0 - 0     | Atlético de Rafaela     | José Amalfitani       | 20 de septiembre | 20:10   |
| Godoy Cruz         | 4 - 3     | Tigre                   | Malvinas Argentinas   | 21 de septiembre | 15:15   |
| Rosario Central    | 3 - 1     | Arsenal                 | Gigante de Arroyito   | 21 de septiembre | 16:00   |
| Banfield           | 1 - 1     | Boca Juniors            | Florencio Sola        | 21 de septiembre | 18:15   |
| River Plate        | 4 - 1     | Independiente           | Monumental            | 21 de septiembre | 21:30   |
| Defensa y Justicia | 1 - 3     | San Lorenzo             | Norberto Tomaghello   | 22 de septiembre | 18:10   |
| Racing Club        | 1 - 1     | Newell's Old Boys       | El Cilindro           | 22 de septiembre | 20:30   |

| Fecha 9             | Fecha 9   | Fecha 9                 | Fecha 9                 | Fecha 9          | Fecha 9 |
| Local               | Resultado | Visitante               | Estadio                 | Fecha            | Hora    |
| ------------------- | --------- | ----------------------- | ----------------------- | ---------------- | ------- |
| Estudiantes (LP)    | 3 - 2     | Vélez Sarsfield         | Centenario              | 26 de septiembre | 17:30   |
| Independiente       | 2 - 0     | Rosario Central         | Libertadores de América | 27 de septiembre | 15:00   |
| Atlético de Rafaela | 0 - 0     | Olimpo                  | Nuevo Monumental        | 27 de septiembre | 15:00   |
| San Lorenzo         | 0 - 2     | Gimnasia y Esgrima (LP) | Nuevo Gasómetro         | 27 de septiembre | 21:30   |
| Tigre               | 2 - 1     | Defensa y Justicia      | Monumental de Victoria  | 28 de septiembre | 15:00   |
| Belgrano            | 1 - 4     | Racing Club             | Mario Alberto Kempes    | 28 de septiembre | 16:00   |
| Boca Juniors        | 1 - 0     | Quilmes                 | La Bombonera            | 28 de septiembre | 18:15   |
| Lanús               | 1 - 1     | River Plate             | Ciudad de Lanús         | 28 de septiembre | 21:30   |
| Arsenal             | 3 - 0     | Godoy Cruz              | El Viaducto             | 29 de septiembre | 18:10   |
| Newell's Old Boys   | 0 - 3     | Banfield                | Marcelo Bielsa          | 29 de septiembre | 20:30   |

| Fecha 10                | Fecha 10  | Fecha 10            | Fecha 10              | Fecha 10     | Fecha 10 |
| Local                   | Resultado | Visitante           | Estadio               | Fecha        | Hora     |
| ----------------------- | --------- | ------------------- | --------------------- | ------------ | -------- |
| Gimnasia y Esgrima (LP) | 2 - 0     | Vélez Sarsfield     | Del Bosque            | 3 de octubre | 20:30    |
| Banfield                | 2 - 2     | Belgrano            | Florencio Sola        | 4 de octubre | 15:00    |
| San Lorenzo             | 0 - 2     | Tigre               | Nuevo Gasómetro       | 4 de octubre | 16:00    |
| Defensa y Justicia      | 2 - 1     | Arsenal             | Norberto Tomaghello   | 4 de octubre | 17:00    |
| Quilmes                 | 1 - 1     | Newell's Old Boys   | Centenario            | 5 de octubre | 15:00    |
| Olimpo                  | 1 - 2     | Estudiantes (LP)    | Roberto N. Carminatti | 5 de octubre | 15:00    |
| River Plate             | 1 - 1     | Boca Juniors        | Monumental            | 5 de octubre | 17:15    |
| Racing Club             | 0 - 2     | Atlético de Rafaela | El Cilindro           | 5 de octubre | 21:30    |
| Rosario Central         | 1 - 2     | Lanús               | Gigante de Arroyito   | 6 de octubre | 18:10    |
| Godoy Cruz              | 2 - 2     | Independiente       | Malvinas Argentinas   | 6 de octubre | 20:30    |

| Fecha 11            | Fecha 11  | Fecha 11                | Fecha 11                | Fecha 11      | Fecha 11 |
| Local               | Resultado | Visitante               | Estadio                 | Fecha         | Hora     |
| ------------------- | --------- | ----------------------- | ----------------------- | ------------- | -------- |
| Tigre               | 1 - 0     | Gimnasia y Esgrima (LP) | Monumental de Victoria  | 10 de octubre | 18:10    |
| Lanús               | 3 - 3     | Godoy Cruz              | Ciudad de Lanús         | 10 de octubre | 20:30    |
| Vélez Sarsfield     | 4 - 1     | Olimpo                  | José Amalfitani         | 11 de octubre | 15:00    |
| Belgrano            | 1 - 1     | Quilmes                 | Mario Alberto Kempes    | 11 de octubre | 16:00    |
| Estudiantes (LP)    | 0 - 4     | Racing Club             | Ciudad de La Plata      | 11 de octubre | 20:30    |
| Atlético de Rafaela | 2 - 2     | Banfield                | Nuevo Monumental        | 12 de octubre | 16:00    |
| Independiente       | 1 - 1     | Defensa y Justicia      | Libertadores de América | 12 de octubre | 16:00    |
| Boca Juniors        | 2 - 1     | Rosario Central         | La Bombonera            | 12 de octubre | 18:15    |
| Newell's Old Boys   | 0 - 1     | River Plate             | Marcelo Bielsa          | 12 de octubre | 21:30    |
| Arsenal             | 0 - 0     | San Lorenzo             | El Viaducto             | 13 de octubre | 20:30    |

| Fecha 12                | Fecha 12  | Fecha 12            | Fecha 12               | Fecha 12      | Fecha 12 |
| Local                   | Resultado | Visitante           | Estadio                | Fecha         | Hora     |
| ----------------------- | --------- | ------------------- | ---------------------- | ------------- | -------- |
| Gimnasia y Esgrima (LP) | 0 - 0     | Olimpo              | Del Bosque             | 17 de octubre | 18:10    |
| Quilmes                 | 0 - 0     | Atlético de Rafaela | Centenario             | 17 de octubre | 20:30    |
| Banfield                | 1 - 1     | Estudiantes (LP)    | Florencio Sola         | 18 de octubre | 15:00    |
| San Lorenzo             | 1 - 2     | Independiente       | Nuevo Gasómetro        | 18 de octubre | 16:00    |
| Defensa y Justicia      | 1 - 2     | Lanús               | Norberto Tomaghello    | 18 de octubre | 20:30    |
| Rosario Central         | 2 - 0     | Newell's Old Boys   | Gigante de Arroyito    | 19 de octubre | 15:00    |
| Racing Club             | 2 - 0     | Vélez Sarsfield     | El Cilindro            | 19 de octubre | 16:00    |
| River Plate             | 3 - 0     | Belgrano            | Monumental             | 19 de octubre | 18:15    |
| Godoy Cruz              | 2 - 3     | Boca Juniors        | Malvinas Argentinas    | 19 de octubre | 21:30    |
| Tigre                   | 1 - 1     | Arsenal             | Monumental de Victoria | 20 de octubre | 20:30    |

| Fecha 13            | Fecha 13  | Fecha 13                | Fecha 13                | Fecha 13      | Fecha 13 |
| Local               | Resultado | Visitante               | Estadio                 | Fecha         | Hora     |
| ------------------- | --------- | ----------------------- | ----------------------- | ------------- | -------- |
| Belgrano            | 1 - 0     | Rosario Central         | Mario Alberto Kempes    | 24 de octubre | 20:30    |
| Independiente       | 3 - 1     | Tigre                   | Libertadores de América | 25 de octubre | 15:00    |
| Vélez Sarsfield     | 1 - 0     | Banfield                | José Amalfitani         | 25 de octubre | 16:00    |
| Newell's Old Boys   | 2 - 2     | Godoy Cruz              | Marcelo Bielsa          | 25 de octubre | 18:10    |
| Olimpo              | 1 - 1     | Racing Club             | Roberto N. Carminatti   | 25 de octubre | 20:30    |
| Lanús               | 1 - 0     | San Lorenzo             | Ciudad de Lanús         | 26 de octubre | 15:00    |
| Estudiantes (LP)    | 1 - 0     | Quilmes                 | Ciudad de La Plata      | 26 de octubre | 15:00    |
| Boca Juniors        | 2 - 0     | Defensa y Justicia      | La Bombonera            | 26 de octubre | 18:15    |
| Atlético de Rafaela | 1 - 2     | River Plate             | Nuevo Monumental        | 26 de octubre | 21:30    |
| Arsenal             | 1 - 0     | Gimnasia y Esgrima (LP) | El Viaducto             | 27 de octubre | 20:30    |

| Fecha 14                | Fecha 14  | Fecha 14            | Fecha 14               | Fecha 14       | Fecha 14 |
| Local                   | Resultado | Visitante           | Estadio                | Fecha          | Hora     |
| ----------------------- | --------- | ------------------- | ---------------------- | -------------- | -------- |
| Banfield                | 3 - 0     | Olimpo              | Florencio Sola         | 31 de octubre  | 20:30    |
| Godoy Cruz              | 1 - 3     | Belgrano            | Malvinas Argentinas    | 1 de noviembre | 16:15    |
| Gimnasia y Esgrima (LP) | 0 - 1     | Racing Club         | Del Bosque             | 1 de noviembre | 18:00    |
| Quilmes                 | 2 - 1     | Vélez Sarsfield     | Centenario             | 1 de noviembre | 18:30    |
| Rosario Central         | 0 - 2     | Atlético de Rafaela | Gigante de Arroyito    | 1 de noviembre | 20:45    |
| Tigre                   | 3 - 0     | Lanús               | Monumental de Victoria | 2 de noviembre | 16:00    |
| San Lorenzo             | 2 - 0     | Boca Juniors        | Nuevo Gasómetro        | 2 de noviembre | 16:00    |
| Arsenal                 | 1 - 1     | Independiente       | El Viaducto            | 2 de noviembre | 18:15    |
| River Plate             | 0 - 1     | Estudiantes (LP)    | Monumental             | 2 de noviembre | 21:30    |
| Defensa y Justicia      | 1 - 0     | Newell's Old Boys   | Norberto Tomaghello    | 3 de noviembre | 20:30    |

| Fecha 15            | Fecha 15  | Fecha 15                | Fecha 15                | Fecha 15        | Fecha 15 |
| Local               | Resultado | Visitante               | Estadio                 | Fecha           | Hora     |
| ------------------- | --------- | ----------------------- | ----------------------- | --------------- | -------- |
| Lanús               | 3 - 2     | Arsenal                 | Ciudad de Lanús         | 7 de noviembre  | 20:30    |
| Atlético de Rafaela | 3 - 4     | Godoy Cruz              | Nuevo Monumental        | 8 de noviembre  | 15:00    |
| Olimpo              | 2 - 1     | Quilmes                 | Roberto N. Carminatti   | 8 de noviembre  | 15:00    |
| Belgrano            | 3 - 0     | Defensa y Justicia      | Mario Alberto Kempes    | 8 de noviembre  | 18:10    |
| Independiente       | 0 - 1     | Gimnasia y Esgrima (LP) | Libertadores de América | 8 de noviembre  | 20:30    |
| Racing Club         | 1 - 0     | Banfield                | El Cilindro             | 9 de noviembre  | 16:00    |
| Estudiantes (LP)    | 1 - 0     | Rosario Central         | Centenario              | 9 de noviembre  | 16:00    |
| Boca Juniors        | 2 - 0     | Tigre                   | La Bombonera            | 9 de noviembre  | 18:15    |
| Vélez Sarsfield     | 1 - 1     | River Plate             | José Amalfitani         | 9 de noviembre  | 21:30    |
| Newell's Old Boys   | 3 - 1     | San Lorenzo             | Marcelo Bielsa          | 10 de noviembre | 20:30    |

| Fecha 16                | Fecha 16  | Fecha 16            | Fecha 16                | Fecha 16        | Fecha 16 |
| Local                   | Resultado | Visitante           | Estadio                 | Fecha           | Hora     |
| ----------------------- | --------- | ------------------- | ----------------------- | --------------- | -------- |
| Defensa y Justicia      | 2 - 1     | Atlético de Rafaela | Norberto Tomaghello     | 14 de noviembre | 19:10    |
| Rosario Central         | 0 - 0     | Vélez Sarsfield     | Gigante de Arroyito     | 14 de noviembre | 21:30    |
| Gimnasia y Esgrima (LP) | 1 - 1     | Banfield            | Del Bosque              | 15 de noviembre | 17:00    |
| San Lorenzo             | 4 - 0     | Belgrano            | Nuevo Gasómetro         | 15 de noviembre | 17:00    |
| Quilmes                 | 0 - 1     | Racing Club         | Centenario              | 15 de noviembre | 20:30    |
| Godoy Cruz              | 1 - 1     | Estudiantes (LP)    | Malvinas Argentinas     | 16 de noviembre | 17:00    |
| Tigre                   | 1 - 2     | Newell's Old Boys   | Monumental de Victoria  | 16 de noviembre | 17:00    |
| River Plate             | 1 - 1     | Olimpo              | Monumental              | 16 de noviembre | 18:15    |
| Arsenal                 | 1 - 1     | Boca Juniors        | El Viaducto             | 16 de noviembre | 21:30    |
| Independiente           | 4 - 1     | Lanús               | Libertadores de América | 17 de noviembre | 20:30    |

| Fecha 17            | Fecha 17  | Fecha 17                | Fecha 17              | Fecha 17        | Fecha 17 |
| Local               | Resultado | Visitante               | Estadio               | Fecha           | Hora     |
| ------------------- | --------- | ----------------------- | --------------------- | --------------- | -------- |
| Banfield            | 3 - 1     | Quilmes                 | Florencio Sola        | 21 de noviembre | 20:30    |
| Atlético de Rafaela | 2 - 0     | San Lorenzo             | Nuevo Monumental      | 22 de noviembre | 17:00    |
| Olimpo              | 1 - 1     | Rosario Central         | Roberto N. Carminatti | 22 de noviembre | 18:00    |
| Vélez Sarsfield     | 1 - 4     | Godoy Cruz              | José Amalfitani       | 22 de noviembre | 19:10    |
| Lanús               | 2 - 0     | Gimnasia y Esgrima (LP) | Ciudad de Lanús       | 22 de noviembre | 20:30    |
| Belgrano            | 1 - 2     | Tigre                   | Mario Alberto Kempes  | 23 de noviembre | 17:00    |
| Estudiantes (LP)    | 0 - 0     | Defensa y Justicia      | Ciudad de La Plata    | 23 de noviembre | 17:00    |
| Boca Juniors        | 3 - 1     | Independiente           | La Bombonera          | 23 de noviembre | 19:10    |
| Racing Club         | 1 - 0     | River Plate             | El Cilindro           | 23 de noviembre | 21:30    |
| Newell's Old Boys   | 2 - 4     | Arsenal                 | Marcelo Bielsa        | 24 de noviembre | 21:30    |

| Fecha 18                | Fecha 18  | Fecha 18            | Fecha 18                | Fecha 18        | Fecha 18 |
| Local                   | Resultado | Visitante           | Estadio                 | Fecha           | Hora     |
| ----------------------- | --------- | ------------------- | ----------------------- | --------------- | -------- |
| Gimnasia y Esgrima (LP) | 3 - 0     | Quilmes             | Del Bosque              | 28 de noviembre | 18:10    |
| Defensa y Justicia      | 0 - 2     | Vélez Sarsfield     | Norberto Tomaghello     | 28 de noviembre | 20:30    |
| San Lorenzo             | 4 - 0     | Estudiantes (LP)    | Nuevo Gasómetro         | 29 de noviembre | 17:00    |
| Independiente           | 1 - 0     | Newell's Old Boys   | Libertadores de América | 29 de noviembre | 21:30    |
| Rosario Central         | 0 - 3     | Racing Club         | Gigante de Arroyito     | 30 de noviembre | 17:00    |
| Tigre                   | 3 - 1     | Atlético de Rafaela | Monumental de Victoria  | 30 de noviembre | 17:00    |
| River Plate             | 3 - 2     | Banfield            | Monumental              | 30 de noviembre | 18:15    |
| Lanús                   | 2 - 2     | Boca Juniors        | Ciudad de Lanús         | 30 de noviembre | 21:30    |
| Godoy Cruz              | 0 - 3     | Olimpo              | Malvinas Argentinas     | 1 de diciembre  | 18:10    |
| Arsenal                 | 0 - 2     | Belgrano            | El Viaducto             | 1 de diciembre  | 20:30    |

| Fecha 19            | Fecha 19  | Fecha 19                | Fecha 19              | Fecha 19        | Fecha 19 |
| Local               | Resultado | Visitante               | Estadio               | Fecha           | Hora     |
| ------------------- | --------- | ----------------------- | --------------------- | --------------- | -------- |
| Estudiantes (LP)    | 4 - 2     | Tigre                   | Ciudad de La Plata    | 5 de diciembre  | 18:10    |
| Vélez Sarsfield     | 0 - 2     | San Lorenzo             | José Amalfitani       | 5 de diciembre  | 20:30    |
| Atlético de Rafaela | 1 - 6     | Arsenal                 | Nuevo Monumental      | 6 de diciembre  | 17:00    |
| Olimpo              | 0 - 0     | Defensa y Justicia      | Roberto N. Carminatti | 6 de diciembre  | 17:00    |
| Banfield            | 2 - 3     | Rosario Central         | Florencio Sola        | 6 de diciembre  | 17:00    |
| Belgrano            | 4 - 0     | Independiente           | Mario Alberto Kempes  | 6 de diciembre  | 21:30    |
| Newell's Old Boys   | 0 - 0     | Lanús                   | Marcelo Bielsa        | 7 de diciembre  | 17:00    |
| Boca Juniors        | 0 - 2     | Gimnasia y Esgrima (LP) | La Bombonera          | 7 de diciembre  | 20:30    |
| Racing Club         | 1 - 0     | Godoy Cruz              | El Cilindro           | 14 de diciembre | 20:30    |
| Quilmes             | 0 - 1     | River Plate             | Centenario            | 14 de diciembre | 20:30    |

| 1. 2. 3. 4. 5. 6. 7. 8. 9. 10. |

## Clasificados a la Copa Libertadores 2015
Al finalizar el torneo, se definió al último participante en la Copa Libertadores 2015. Argentina tuvo 6 cupos en la competición: los 4 primeros ingresaron a la segunda fase, y los 2 restantes, a la primera. Estos fueron:
- Argentina 1: San Lorenzo, campeón de la Copa Libertadores 2014.
- Argentina 2: River Plate, campeón del Torneo Final 2014.
- Argentina 3: Racing Club, campeón del Campeonato de Primera División 2014.
- Argentina 4: Boca Juniors, el mejor ubicado de la tabla general del Campeonato de Primera División 2013-14.
- Argentina 5: Huracán, campeón de la Copa Argentina 2013-14.
- Argentina 6: Estudiantes (LP), el equipo con mejor desempeño en la Copa Sudamericana 2014.[31]

## Clasificados a la Copa Sudamericana 2015
Argentina tuvo 7 cupos en la Copa Sudamericana 2015. El primero de ellos le correspondió a River Plate, por haber sido el campeón de la edición 2014. El segundo, al campeón de la Supercopa Argentina 2014. Los 5 cupos restantes fueron para los mejores ubicados en esta tabla, excluyendo a aquellos que participaron en la segunda fase de la Copa Libertadores 2015.
| Pos. | Equipo                  | Pts. | PJ | PG | PE | PP | GF | GC | Dif. |
| ---- | ----------------------- | ---- | -- | -- | -- | -- | -- | -- | ---- |
| 1.º  | Racing Club             | 41   | 19 | 13 | 2  | 4  | 30 | 16 | 14   |
| 2.º  | River Plate             | 39   | 19 | 11 | 6  | 2  | 34 | 13 | 21   |
| 3.º  | Lanús                   | 35   | 19 | 10 | 5  | 4  | 28 | 23 | 5    |
| 4.º  | Independiente           | 33   | 19 | 10 | 3  | 6  | 31 | 29 | 2    |
| 5.º  | Boca Juniors            | 31   | 19 | 9  | 4  | 6  | 25 | 23 | 2    |
| 6.º  | Estudiantes (LP)        | 31   | 19 | 9  | 4  | 6  | 23 | 23 | 0    |
| 7.º  | Tigre                   | 26   | 19 | 8  | 2  | 9  | 30 | 26 | 4    |
| 8.º  | San Lorenzo             | 26   | 19 | 8  | 2  | 9  | 26 | 22 | 4    |
| 9.º  | Arsenal                 | 26   | 19 | 7  | 5  | 7  | 27 | 25 | 2    |
| 10.º | Belgrano                | 25   | 19 | 7  | 4  | 8  | 26 | 26 | 0    |
| 11.º | Vélez Sarsfield         | 25   | 19 | 7  | 4  | 8  | 21 | 22 | −1   |
| 12.º | Newell's Old Boys       | 25   | 19 | 6  | 7  | 6  | 21 | 24 | −3   |
| 13.º | Atlético de Rafaela     | 25   | 19 | 7  | 4  | 8  | 25 | 29 | −4   |
| 14.º | Gimnasia y Esgrima (LP) | 24   | 19 | 6  | 6  | 7  | 16 | 15 | 1    |
| 15.º | Rosario Central         | 21   | 19 | 6  | 3  | 10 | 21 | 28 | −7   |
| 16.º | Godoy Cruz              | 21   | 19 | 5  | 6  | 8  | 31 | 39 | −8   |
| 17.º | Banfield                | 20   | 19 | 5  | 5  | 9  | 25 | 25 | 0    |
| 18.º | Defensa y Justicia      | 20   | 19 | 5  | 5  | 9  | 19 | 30 | −11  |
| 19.º | Olimpo                  | 19   | 19 | 4  | 7  | 8  | 15 | 22 | −7   |
| 20.º | Quilmes                 | 12   | 19 | 2  | 6  | 11 | 17 | 31 | −14  |

|  | Clasificados a la Copa Sudamericana 2015. |

| 1. 2. |

## Descensos y ascensos
Al no haberse establecido descensos, con el ascenso de 10 equipos provenientes de la Primera B Nacional: Aldosivi, Argentinos Juniors, Colón, Crucero del Norte, Huracán, Nueva Chicago, San Martín (SJ), Sarmiento (J), Temperley y Unión, para el Campeonato de Primera División 2015 el número de participantes aumentó a 30.

## Goleadores
| Jugador               | Equipo            | Goles | Jugada | Cabeza | T. libre | Penal | PJ |
| --------------------- | ----------------- | ----- | ------ | ------ | -------- | ----- | -- |
| Lucas Pratto          | Vélez Sarsfield   | 11    | 9      | 1      | 0        | 1     | 17 |
| Maximiliano Rodríguez | Newell's Old Boys | 11    | 9      | 0      | 0        | 2     | 17 |
| Silvio Romero         | Lanús             | 11    | 9      | 0      | 0        | 2     | 19 |
| Teófilo Gutiérrez     | River Plate       | 10    | 8      | 2      | 0        | 0     | 13 |
| Gustavo Bou           | Racing Club       | 10    | 7      | 2      | 1        | 0     | 15 |
| Federico Mancuello    | Independiente     | 10    | 8      | 1      | 1        | 0     | 19 |

## Entrenadores
| Listado de entrenadores | Listado de entrenadores      | Listado de entrenadores |
| Equipo                  | Entrenador/es                | Fechas                  |
| ----------------------- | ---------------------------- | ----------------------- |
| Arsenal                 | Martín Palermo               | 1.ª a 19.ª              |
| Atlético de Rafaela     | Roberto Sensini              | 1.ª a 19.ª              |
| Banfield                | Matías Almeyda               | 1.ª a 19.ª              |
| Belgrano                | Ricardo Zielinski            | 1.ª a 19.ª              |
| Boca Juniors            | Carlos Bianchi               | 1.ª a 4.ª               |
| Boca Juniors            | Rodolfo Arruabarrena         | 5.ª a 19.ª              |
| Defensa y Justicia      | Darío Franco                 | 1.ª a 19.ª              |
| Estudiantes             | Mauricio Pellegrino          | 1.ª a 19.ª              |
| Gimnasia y Esgrima (LP) | Pedro Troglio                | 1.ª a 19.ª              |
| Godoy Cruz              | Carlos Mayor                 | 1.ª a 14.ª              |
| Godoy Cruz              | Daniel Oldrá (interino)      | 15.ª a 19.ª             |
| Independiente           | Jorge Almirón                | 1.ª a 19.ª              |
| Lanús                   | Guillermo Barros Schelotto   | 1.ª a 19.ª              |
| Newell's Old Boys       | Gustavo Raggio               | 1.ª a 19.ª              |
| Olimpo                  | Wálter Perazzo               | 1.ª a 19.ª              |
| Quilmes                 | Pablo Quatrocchi             | 1.ª a 18.ª              |
| Quilmes                 | Marcelo Pontiroli (interino) | 19.ª                    |
| Racing Club             | Diego Cocca                  | 1.ª a 19.ª              |
| River Plate             | Marcelo Gallardo             | 1.ª a 19.ª              |
| Rosario Central         | Miguel Ángel Russo           | 1.ª a 17.ª              |
| Rosario Central         | Hugo Galloni (interino)      | 18.ª y 19.ª             |
| San Lorenzo             | Edgardo Bauza                | 1.ª a 19.ª              |
| Tigre                   | Fabián Alegre                | 1.ª a 5.ª               |
| Tigre                   | Fabián Castro (interino)     | 6.ª                     |
| Tigre                   | Gustavo Alfaro               | 7.ª a 19.ª              |
| Vélez Sarsfield         | José Oscar Flores            | 1.ª a 19.ª              |